# Theydon Bois (Metropolitano de Londres)
Theydon Bois é uma estação do Metrô de Londres em Theydon Bois em Essex. Ela fica na Zona 6 do Travelcard.

## História
A estação foi inaugurada como "Theydon" pela Great Eastern Railway (GER) em 24 de abril de 1865, mas em dezembro daquele ano foi renomeada para seu nome atual. Foi inaugurada como uma estação intermediária em sua extensão Loughton–Ongar; a GER se tornou parte da London and North Eastern Railway (LNER) em 1923. 'Trans do leite' para Liverpool Street eram uma característica regular no cronograma até que a passagem subterrânea de Leyton para Stratford foi construída.
Como parte do New Works Programme, 1935–1940, o ramal da LNER foi transferido para o Metrô de Londres, para formar parte da extensão leste da linha Central.
Em 2015, a defesa de um grupo local forçou um estacionamento de 80 vagas proposto para passageiros a buscar permissão de planejamento antes de ser construído em um terreno adjacente à estação.